# یوکو فوجیموتو
یوکو فوجیموتو (انگلیسی: Yuko Fujimoto؛ زادهٔ ۱۴ ژانویهٔ ۱۹۴۳) بازیکن والیبال اهل ژاپن است.